# Ematurgina nivosa
Ematurgina nivosa är en fjärilsart som beskrevs av Hans Ferdinand Emil Julius Stichel 1929. Ematurgina nivosa ingår i släktet Ematurgina och familjen Riodinidae. Inga underarter finns listade i Catalogue of Life.